# Sean Gatt
Sean Gatt (* 25. August 2005) ist ein maltesischer Fußballspieler, der hauptsächlich als Mittelstürmer spielt. Er steht seit Juli 2024 bei Żabbar St. Patrick FC unter Vertrag und ist zudem Nationalspieler für die U21-Auswahl Maltas.

## Karriere

### Verein
Sean Gatt durchlief die Jugendakademien von St. Andrews, Boavista und Varzim. Am 1. Juli 2024 wechselte er ablösefrei zu Żabbar St. Patrick FC in die Maltese Premier League.
Sein Profidebüt gab er am 18. August 2024 in der Maltese Premier League im Alter von 18 Jahren, 11 Monaten und 24 Tagen. Sein erstes Tor in der Liga erzielte er am 22. September 2024, als er beim 3:3 gegen Naxxar Lions in der 70. Minute zum 2:2 traf.

### Nationalmannschaft
Gatt durchlief die verschiedenen Jugendnationalmannschaften Maltas. Sein Debüt für die U17-Auswahl gab er am 9. Oktober 2021, wobei er auch sein erstes Tor für die Nationalmannschaft erzielte. Er war auch Teil des Kaders, der an der U-19-Fußball-Europameisterschaft 2023 teilnahm.
Seit dem 25. März 2025 ist er zudem Teil der U21-Nationalmannschaft.